# Иванов, Зиновий Иванович
Зино́вий Ива́нович Ивано́в (22 октября 1863, Костромская губерния — 21 июля 1942, Москва) — русский и советский архитектор, реставратор и преподаватель. Герой Труда (1927).

## Биография
Родился 22 октября 1863 года в Галичском уезде Костромской губернии в крестьянской семье.
Первоначальное образование получил в Московском городском училище и по совету преподавателей рисования — А. В. Веселовского и В. П. Десятова — поступил по конкурсному экзамену в Московское училище живописи, ваяния и зодчества (МУЖВЗ), где и окончил в 1886 году курс по архитектурному отделению с Большой серебряной медалью и званием классного художника архитектуры.
С 1887 года работал на строительстве университетских клиник на Девичьем Поле. Вместе с К. М. Быковским изучал архитектуру больниц и институтов за границей.
С 1893 (по другим данным с 1895) года — младший архитектор Московского университета; как помощник К. М. Быковского участвовал в строительстве библиотеки (Моховая улица, 7), Зоологического музея (Большая Никитская улица, 6) и общежития университета (Большая Грузинская улица, 12) и других университетских зданий.
С 1898 года — хранитель архитектурного отдела Политехнического музея. В 1899—1907 годах преподавал строительное искусство и орнамент в МУЖВЗ; подал в отставку вместе с А. Ф. Мейснером и И. П. Машковым после конфликта со студентами училища, выразившим недовольство этими преподавателями. С 1906 года — строитель университетских зданий и член строительной комиссии.
В 1908—1917 годах — участковый архитектор Рогожской части Москвы; с 1913 года находился в распоряжении V отделения Городской управы. По его проектам возведены: колокольня и торговые помещения Заиконоспасского монастыря (1900, Никольская улица, 9), трапезная церкви Николая Чудотворца в Драчах (1910, не сохранилась), жилой дом (1902, Второй Спасоналивковский переулок, 4), здания училищ на Рабочей улице, 30 (1910) и Второй Дорогомиловской[уточнить] улице (1911, не сохранилось). Выстроил колокольню при храмах на Рогожском кладбище (Старообрядческая улица, 29, по проекту Ф. Ф. Горностаева), участвовал в сооружении Большой аудитории Политехнического музея (1907—1908, совместно с И. П. Машковым и инженером А. А. Семеновым).
В 1899 году — член-корреспондент, а с 1902 года — действительный член Московского археологического общества. Участвовал в реставрации Успенского собора и башен Кремля, Крутицкого подворья, Успенского собора Троице-Сергиевой лавры, церкви Николая Чудотворца на Болвановке, Чудова монастыря.
В 1912—1915 годах возводил постройки на Люберецких полях орошения. В 1919 занимался ремонтом Сухаревой башни (не сохранилась), разработал проект её перестройки под музей.
В 1918—1923 годах работал в отделе сооружений Моссовета; с 1918 года заведовал IV городским районом. В конце 1920-х служил в управлении губернского инженера, преподавал в строительном техникуме. Работал в Политехническом музее до 1931 года (до 1922 года — заместителем заведующего архитектурного отдела).
Был женат на дочери К. М. Быковского Евгении. Умер 21 июля 1942 года в Москве.

## Награды
- Герой Труда (1927)